# Andrea Pach

Andrea Pach (2024)

Andrea-Maria Pach (* 3. Juni 1962 in Wien) ist eine österreichische Organistin, Musikwissenschaftlerin, Pädagogin und Dozentin. Sie setzt sich für zeitgenössische Orgelmusik unterschiedlichster Stilrichtungen ein.

## Leben und Wirken

### Herkunft und Bildungsweg
Andrea Pach wurde am 3. Juni 1962 in Wien als Tochter der Geschäftsfrau Hermine Pach und ihres Ehemanns, des Ingenieurs und Erfinders Karl Pach, geboren. Ihr Bruder war fünf Jahre früher zur Welt gekommen. Nach dem Besuch der Volksschule im XXI. Wiener Bezirk (Floridsdorf) wechselte sie 1972 an das Bundesrealgymnasium für Mädchen im selben Bezirk. Dort schloss sie 1980 die Schulzeit mit der Matura mit „gutem Erfolg“ ab.
Von der Volksschulzeit an nahm sie Klavierunterricht. Nach der Matura begann sie mit dem Studium der Musikwissenschaft an der Universität Wien. 1982 begann sie zusätzlich an der Universität für Musik und darstellende Kunst Wien die Studien der Musikerziehung und Instrumentalmusikerziehung (Klavier (1. Instrument) bei Harald Ossberger; Blockflöte bei Alfred Endelweber). Sie schloss diese Studienrichtungen 1986 ab und erhielt Anfang 1987 den akademischen Grad Magister artium verliehen. Bei Rudolf Scholz studierte sie anschließend die Studienrichtungen „Konzertfach“ und „Lehrbefähigungsstudium Orgel“. Sie erhielt für beide Diplome der Studienrichtungen 1993 eine Auszeichnung. 1989 wurde sie mit einer Dissertation über Leben und Werk von Karl Walter zum Dr. phil. promoviert.
An der Radboud-Universität Nijmegen schloss sie das ECHA-Studium (European Council for High Ability) mit cum laude ab und erhielt 2003 den Titel „Specialist in Gifted Education“. Darüber hinaus absolvierte sie persönlichkeitsbildende Zusatzausbildungen (unter anderem Diplom in der Lebens- und Sozialberatung, NLP Masterpractitioner und Coach).

### Pädagogische Tätigkeiten
Von 1985 bis 1998 arbeitete sie mit voller Lehrverpflichtung (Klavier, Orgel, Chor und Musikerziehung) am Aufbaugymnasium Hollabrunn. Anschließend unterrichtete sie bis 2015 am Gymnasium Maria Regina (Chor und Orchester, Orgel, Klavier, Musikerziehung) im 19. Wiener Gemeindebezirk (Döbling). Diese Arbeit mit Chor und Orchester umfasste auch Dirigententätigkeiten und Konzerte in bekannten europäischen Kirchenbauten und Festivals. Pach und ihr Chor traten beispielsweise 1987 im deutschsprachigen Belgien (Kelmis) bei der Europalia und 1988/89 in Italien auf. Seit 1993 wirkt sie zusätzlich als Dozentin für Orgel und Klavier am Diözesankonservatorium für Kirchenmusik der Erzdiözese Wien. Im Jahr 1996 wurde ihr der Professorentitel verliehen.
Darüber hinaus hat sie an Hochschulen Dozenturen ausgeübt, so an der Universität für Musik und darstellende Kunst Wien, (Unterrichtspraxis Orgel sowie Orgel für Komponisten), an der Universität Wien (Schul- und Unterrichtspraxis) und der Kirchlichen Pädagogischen Hochschule Wien/Krems mit der von ihr entwickelten Modulreihe Mind Music®.
Im Rahmen von mehrtägigen Veranstaltungen, beispielsweise von Meisterkursen, gab sie ebenfalls Unterricht, so beim Orgelsommer in der Diözese Passau oder in den Orgel-Akademien der Ausseer Orgelfestwochen.

### Konzerttätigkeit
Seit den 1980er Jahren gibt Andrea Pach Konzerte. Dazu zählten unter anderem Auftritte im Wiener Konzerthaus und als Orgelsolistin im Wiener Musikverein (→Großer Saal und Wagnersaal) sowie an bekannten Orgeln in Dombauten und Kathedralen. Dazu zählen zum Beispiel Orgeln im Wiener Stephansdom, (auch die neue Riesenorgel), im Salzburger Dom, im Mainzer Dom, in der Basilika St. Anna in Altötting, in der Münchener Frauenkirche, im Altenberger Dom, in der Kathedrale St. Peter und Paul von Pécs, in der Budapester St.-Stephans-Basilika, in St. Sulpice (Paris), im Basler Münster, im Stift Engelberg oder im Kloster Einsiedeln.
Sie konzertierte auch bei den Salzburger Festspielen, den Wiener Festwochen und dem Wiener Musiksommer. Konzerttourneen führten sie nach Deutschland, Italien, Ungarn, Belgien, Spanien, Frankreich und in die Schweiz. Als Organistin arbeitete sie mit mehreren bekannten Orchestern und Dirigenten zusammen. Zu diesen gehörten Christian Arming, Peter Planyavsky, Peter Lang und Andreas Stoehr. Musikalisch-kulturelle Projekte realisierte sie zudem in Zusammenarbeit mit weiteren Künstlern wie Romuald Pekny, Adelheid Picha, Hermann Nitsch und Barbara Frischmuth. Zudem war sie Kirchenmusikerin in der Abtei Marienkron (2000–2007) und bei den Schwestern vom Armen Kinde Jesus (Maria Regina) von 1998 bis 2015. In Castel Gandolfo gestaltete Andrea Pach mit ihrem Chor 1988 einen Gottesdienst für Papst Johannes Paul II., unter anderem mit deutschen Weihnachtsliedern.

### Radioauftritte
Der Hörfunk zeichnete mehrfach Konzerte von Andrea Pach auf und strahlte sie anschließend aus. So brachte Ö1 in seiner Klassiknacht sowie in der Sendung Apropos Musik 2012, 2013 und 2015 beispielsweise das von ihr gespielte Konzert für Orgel und Orchester, op. 62 von Gottfried von Einem. Bereits 1995 wurde sie von Ö1 in der Sendung Intrada porträtiert. Konzerte beziehungsweise Uraufführungen strahlte auch Radio klassik Stephansdom aus. 2001 sendete Domradio Köln Konzertaufnahmen, in denen Werke von Gottfried von Einem zu hören waren; Pach spielte die Sonate für Orgel, op. 64 und das Konzert für Orgel und Orchester, op. 62.

### Festspielleitungen
Andrea Pach gründete die Ausseer Orgelfestwochen (Ausseerland, Steiermark), die sie seit 1994 organisiert und leitet. Neben eigenen Konzerten traten hier prominente Organisten auf; Kammermusik prägte ebenfalls das Programm. Bei den Wiener Orgelfestwochen von Orgel Modern® (seit 1996) übernahm sie ebenfalls Leitungsaufgaben und gab Konzerte.

### Einsatz für zeitgenössische Orgelmusik
Andrea Pach setzt sich intensiv für zeitgenössische Orgelmusik ein und dafür, dass verschiedenste, teils ungewöhnliche Stilrichtungen (wie zum Beispiel Filmmusik) auf der Orgel gespielt werden. Die Orgel sei grundsätzlich ein Instrument wie jedes andere und damit auch für Konzerte ohne sakralen Kontext geeignet. Sie formulierte: „Ich möchte die Orgel zu einem modernen Konzertinstrument machen.“ Obgleich Orgeln oft nur in Kirchen zu finden seien, seien Konzerte auch außerhalb dieser Bauten möglich. Sie regte, unter anderem 1994 durch Gründung des Forum Orgel Modern, zeitgenössische Komponisten dazu an, Orgelwerke zu schaffen. Im Kontakt zu ihr schuf zum Beispiel Roland Baumgartner seine „Anti War Suite“, die er ihr widmete. Sie konzertierte außerdem immer wieder mit Orgel-Kompositionen zeitgenössischer Tonsetzer, wie etwa von Franz Xaver Frenzel. Ein weiterer Ausdruck dieser Initiativen ist das von Andrea Pach verfasste und 1997 erschienene Buch Die Orgel für Komponisten. Eine Einführung. Schon zuvor hatte sie Kompositionsstudenten an der Universität für Musik und darstellende Kunst Wien mit diesem Thema vertraut gemacht. Außerdem spielte Andrea Pach mehrfach Uraufführungen zeitgenössischer Orgelwerke, beispielsweise von Franz Xaver Frenzel, Roland Baumgartner, Viktor Fortin, Kurt Roger, Albert Schönberger, Leopold Brauneiss oder Jackson Xavier Kizhavana. Sie ist auch Widmungsträgerin zahlreicher Kompositionen.

### Musikwissenschaftliche Schriften
Ihre musikwissenschaftlichen Arbeiten befassen sich zum einen mit den Komponisten Karl Walter und Gottfried von Einem, zum anderen mit grundsätzlichen Möglichkeiten der Orgel für Komponisten. Darüber hinaus hat sie zu neuen Methoden des Musikunterrichts veröffentlicht.

### Weiteres
- Von 1989 bis 1993 war sie Mitglied des Rates für Kunst und Kultur der Erzdiözese Wien.[3]
- Sie gehörte dem Vorstand der Karl Walter-Gesellschaft an.[3]
- Gottfried von Einem erwähnte sie explizit in seiner Autobiografie.[44]

## Mobile Pfeifenorgel
Gemeinsam mit ihrem Vater entwickelte sie eine transportable Pfeifenorgel. Aufgestellt ist sie 3,2 Meter breit, 2 Meter tief und 3,2 Meter hoch. Sie umfasst drei Manuale und Pedale und ist mit 78 Registern und achtmal 16 Speicherplätzen für Registrierungen ausgestattet. 1997 wurde sie der Öffentlichkeit unter der Bezeichnung Symbiose vorgestellt. Die Orgel ist seit 1999 für Europa patentiert.

## Veröffentlichungen

### CDs
- Französische Orgelmusik im Dom München. Live-Mitschnitt vom Konzert am 13. August 2003.
- Gesamtorgelwerk von Gottfried von Einem.[48]
- Hommage an Hermann Nitsch – Orgelimprovisationen.[26]

### Schriften
- Mind Music. In: Musikerziehung. Die Zeitschrift für den Musikunterricht. Jahrgang 62, Jänner 2009, S. 18 f.
- Musikalität – Potential versus Performance. Begabtenförderung in Musikerziehung in der AHS. In: Musikerziehung. Zeitschrift der Musikerzieher Österreichs. 57. Jahrgang 2003/2004, April 2004, S. 246–254.
- Die Orgel in Gottfried von Einems Œuvre. In: Ingrid Fuchs (Hrsg.): Gottfried von Einem Kongreß Wien. Kongreßbericht. Verlag Hans Schneider, Tutzing 2003, S. 411–433.
- Die Orgel für Komponisten. Eine Einführung. Musikverlag Katzbichler. München/Salzburg 1997.
- Über Gottfried von Einems Werke für und mit Orgel. In: Ars Organi. Jg. 46 (1998), Heft 3, S. 149–158.
- Karl Walter. Ein Leben für die Orgel. Karl-Walter Gesellschaft, Wien 1992.
- Karl Walter. Leben und Werk. Dissertation. 3 Bände. Universität Wien, 1989.

### Herausgeberschaft
- Roland Baumgartner: Anti War Suite. Doblinger Verlag,  Wien 1999.